# Maja Grønbek
Maja Corrina Grønbek (født 30. januar 1971 på Amager) er en tidligere dansk håndboldspiller, der vandt OL i 2000 med Danmark. Hun spillede 22 landskampe, hvor hun scorede 38 mål. Hun debuterede på landsholdet i 1999. Hun debuterede i februar 1999 mod Norge.
Grønbæk startede karrieren i IK Skovbakken, hvor hun hurtigt blev en af de mest målfarlige spillere i klubben.
Hun stoppede oprindeligt karrieren i 2005, men vente tilbage, da hun skrev kontrakt med den spanske klub Cementos.  Det blev dog ikke til succes, for kun efter en uge meddelte træneren Gregorio Garcia at Grønbæk ikke kunne forvente spilletid. Det fik Grønbæk til at forlade klubben uden overhovedet at spille en kamp. Hun skrev i stedet en 2-måneders kontrakt med den islandske klub FH Handbolti.